# Volleyball Club Val-de-Travers 2019-2020
Questa voce raccoglie le informazioni riguardanti il Volleyball Club Val-de-Travers nella stagione 2019-2020.

## Organigramma societario
Area direttiva
- Presidente: Joëlle Roy

Area tecnica
- Allenatore: Luiz Souza
- Secondo allenatore: Enzo Almeida

## Rosa
| N° | Nome                 | Ruolo | Data di nascita   | Nazionalità sportiva |
| -- | -------------------- | ----- | ----------------- | -------------------- |
| 1  | Noa Doyat            | L     | 13 maggio 1995    | Svizzera             |
| 3  | Camille Simonin      | C     | 11 aprile 1996    | Svizzera             |
| 4  | Kory Cheshire        | C     | 4 gennaio 1996    | Canada               |
| 5  | Lisa Sène            | O     | 29 dicembre 1995  | Svizzera             |
| 6  | Julia Matera         | S     | 21 giugno 1999    | Svizzera             |
| 7  | Tania Hübscher       | C     | 5 settembre 1992  | Svizzera             |
| 8  | Olivia Wassner       | P     | 22 marzo 1999     | Svizzera             |
| 9  | Alexandra Davenport  | S     | 8 aprile 1995     | Stati Uniti          |
| 10 | Mariana Francischini | S     | 21 febbraio 1988  | Brasile              |
| 11 | Margaret Riley       | P     | 23 gennaio 1993   | Stati Uniti          |
| 12 | Maëlle Cabanes       | L     | 15 ottobre 1998   | Svizzera             |
| 14 | Makena Schoene       | O     | 14 settembre 1994 | Stati Uniti          |

## Risultati

### Lega Nazionale A

#### Girone di andata
| 1ª giornata - 12 ottobre 2019 Palestra Lambertenghi, Lugano            | Lugano              | 3 - 0 | Val-de-Travers     | 25-23, 25-22, 25-13        |
| 2ª giornata - 19 ottobre 2019 Salle du Centre Sportif, Val-de-Travers  | Val-de-Travers      | 3 - 0 | Toggenburg         | 25-13, 25-23, 25-18        |
| 3ª giornata - 20 ottobre 2019 BBC Arena, Sciaffusa                     | Kanti               | 3 - 0 | Val-de-Travers     | 25-13, 25-13, 25-13        |
| 4ª giornata - 27 ottobre 2019 Sporthalle Rankhof, Basilea              | Sm'Aesch Pfeffingen | 3 - 0 | Val-de-Travers     | 25-15, 25-14, 25-10        |
| 5ª giornata - 2 novembre 2019 Henry-Dunant, Ginevra                    | Genève              | 3 - 0 | Val-de-Travers     | 25-17, 25-21, 25-15        |
| 6ª giornata - 10 novembre 2019 Sporthalle Leimacker, Düdingen          | Düdingen            | 3 - 0 | Val-de-Travers     | 25-21, 25-23, 25-19        |
| 7ª giornata - 16 novembre 2019 Salle du Centre Sportif, Val-de-Travers | Val-de-Travers      | 3 - 1 | Franches-Montagnes | 31-29, 24-26, 25-19, 25-22 |
| 8ª giornata - 23 novembre 2019 Salle du Centre Sportif, Val-de-Travers | Val-de-Travers      | 0 - 3 | Neuchâtel          | 12-25, 19-25, 11-25        |
| 9ª giornata - 1º dicembre 2019 Salle Derrière-la-Ville 5, Cheseaux     | Cheseaux            | 3 - 0 | Val-de-Travers     | 25-22, 25-16, 25-8         |

#### Girone di ritorno
| 10ª giornata - 7 dicembre 2019 Salle du Centre Sportif, Val-de-Travers  | Val-de-Travers     | 0 - 3 | Lugano              | 22-25, 18-25, 13-25              |
| 11ª giornata - 14 dicembre 2019 Sportanlage Rietstein, Wattwil          | Toggenburg         | 0 - 3 | Val-de-Travers      | 22-25, 19-25, 21-25              |
| 12ª giornata - 21 dicembre 2019 Salle du Centre Sportif, Val-de-Travers | Val-de-Travers     | 0 - 3 | Kanti               | 19-25, 24-26, 22-25              |
| 13ª giornata - 4 gennaio 2020 Salle du Centre Sportif, Val-de-Travers   | Val-de-Travers     | 2 - 3 | Sm'Aesch Pfeffingen | 25-23, 14-25, 15-25, 27-25, 8-15 |
| 14ª giornata - 11 gennaio 2020 Salle du Centre Sportif, Val-de-Travers  | Val-de-Travers     | 3 - 0 | Genève              | 25-12, 25-21, 26-24              |
| 15ª giornata - 19 gennaio 2020 Salle du Centre Sportif, Val-de-Travers  | Val-de-Travers     | 0 - 3 | Düdingen            | 16-25, 13-25, 9-25               |
| 16ª giornata - 26 gennaio 2020 Salle de la Pépinière, Les Breuleux      | Franches-Montagnes | 3 - 1 | Val-de-Travers      | 25-16, 25-23, 22-25, 25-20       |
| 17ª giornata - 29 gennaio 2020 Halle de la Riveraine, Neuchâtel         | Neuchâtel          | 3 - 0 | Val-de-Travers      | 25-23, 25-17, 25-20              |
| 18ª giornata - 8 febbraio 2020 Salle du Centre Sportif, Val-de-Travers  | Val-de-Travers     | 0 - 3 | Cheseaux            | 14-25, 15-25, 21-25              |

#### Play-off scudetto
| Quarti di finale (gara 1) - 15 febbraio 2020 Salle du Centre Sportif, Val-de-Travers | Val-de-Travers      | 0 - 3 | Sm'Aesch Pfeffingen | 13-25, 13-25, 9-25  |
| Quarti di finale (gara 2) - 22 febbraio 2020 Mehrzweckhalle Löhrenacker, Aesch       | Sm'Aesch Pfeffingen | 3 - 0 | Val-de-Travers      | 25-23, 25-18, 25-12 |
| Quarti di finale (gara 3) - 27 febbraio 2020 Mehrzweckhalle Löhrenacker, Aesch       | Sm'Aesch Pfeffingen | 3 - 0 | Val-de-Travers      | 25-22, 25-18, 25-21 |

### Coppa di Svizzera

#### Fase a eliminazione diretta
| Ottavi di finale - 12 gennaio 2020 Betoncoupe Arena, Schönenwerd  | Schönenwerd | 1 - 3 | Val-de-Travers | 20-25, 23-25, 25-18, 14-25 |
| Quarti di finale - 2 febbraio 2020 Sporthalle Leimacker, Düdingen | Düdingen    | 3 - 0 | Val-de-Travers | 25-11, 25-11, 25-11        |

## Statistiche

### Statistiche di squadra
| Competizione      | Punti | In casa | In casa | In casa | In trasferta | In trasferta | In trasferta | Totale | Totale | Totale |
| Competizione      | Punti | G       | V       | P       | G            | V            | P            | G      | V      | P      |
| ----------------- | ----- | ------- | ------- | ------- | ------------ | ------------ | ------------ | ------ | ------ | ------ |
| Lega Nazionale A  | 13    | 10      | 3       | 7       | 11           | 1            | 10           | 21     | 4      | 17     |
| Coppa di Svizzera | -     | 0       | 0       | 0       | 2            | 1            | 1            | 2      | 1      | 1      |
| Totale            | -     | 10      | 3       | 7       | 13           | 2            | 11           | 23     | 5      | 18     |

G = partite giocate; V = partite vinte; P = partite perse

### Statistiche dei giocatori
Dati non disponibili.